# Subunidad alfa de hormonas Gonadotropinas
La cadena alfa de las hormonas de glucoproteína, subunidad alfa de hormonas Gonadotropinas, (GLHA Glycoprotein hormones alpha chain en inglés) o (CGA  Chorionic Gonadotropin Alpha-subunit), es una proteína que en humanos es codificada por el gen CGA.

## Familia de glucoproteinas Gonadotropinas
Las cuatro hormonas gonadotropinas: gonadotropina coriónica humana (hCG), hormona luteinizante (LH), hormona foliculoestimulante (FSH), y la tirotropina (TSH) son dímeros formadas por subunidades alfa y beta que están asociadas de manera no covalente. 
Las subunidades alfa de estas hormonas son casi idénticas, sin embargo, sus cadenas beta son únicas y confieren especificidad biológica. La proteína codificada por el gen  CGA  es la subunidad alfa y pertenece a la familia de hormonas de glicoproteína de cadena alfa.

## Estructura
La subunidad alfa GLH-α humana, está constituida por 116 aminoácidos.

La GLH-α posee una masa molecular de 13.075 Daltons.
La estructura 3D cuaternaria de α contiene los siguientes motivos: Beta strand, Turn, Helix. 
| Ref.         | Ubicación de los motivos y su extensión en Aminoácidos |
| Beta strand. | 33-38 aa                                               |
| Turn         | 40-42                                                  |
| Beta strand. | 50-62                                                  |
| Hélice.      | 65-68 aa                                               |
| Beta strand. | 76-80 aa                                               |
| Beta strand. | 83-94                                                  |
| Turn.        | 95-97                                                  |
| Beta strand. | 98-109                                                 |
| Beta strand. | 112                                                    |

## Genética
La subunidad alfa α es codificada por el gen CGA .

Se han encontrado dos variantes de transcripción genética, que codifican diferentes isoformas para la cadena del polipéptido α .

El gen está ubicado en el cromosoma 6 (humano), brazo largo (q) y ocupa la banda 14.3 (6q14.3)

Dentro de la hebra de ADN del cromosoma, la ubicación de los pares de base (bp) es: 87,085,498 - 87,095,106 

El Tamaño: 9609 bases.

## Lectura adicional (en inglés)
- Roger M, Lahlou N, Couzinet B, et al. (1990). «[Free alpha-subunit glycoprotein hormones: physiological and pathological data]». J. Steroid Biochem. 33 (4B): 763-9. PMID 2481154. doi:10.1016/0022-4731(89)90489-5.
- Pierce JG (1972). «Eli Lilly lecture. The subunits of pituitary thyrotropin--their relationship to other glycoprotein hormones.». Endocrinology 89 (6): 1331-44. PMID 5002675. doi:10.1210/endo-89-6-1331.
- Kourides IA, Gurr JA, Wolf O (1984). «The regulation and organization of thyroid stimulating hormone genes.». Recent Prog. Horm. Res. 40: 79-120. PMID 6207569.
- Miyoshi I, Kasai N, Hayashizaki Y (1994). «[Structure and regulation of human thyroid-stimulating hormone (TSH) gene]». Nippon Rinsho 52 (4): 940-7. PMID 8196184.
- Barrios-De-Tomasi J, Timossi C, Merchant H, et al. (2002). «Assessment of the in vitro and in vivo biological activities of the human follicle-stimulating isohormones.». Mol. Cell. Endocrinol. 186 (2): 189-98. PMID 11900895. doi:10.1016/S0303-7207(01)00657-8.
- Moyle WR, Bahl OP, März L (1976). «Role of carbohydrate of human chorionic gonadotropin in the mechanism of hormone action.». J. Biol. Chem. 250 (23): 9163-9. PMID 172504.
- Fiddes JC, Goodman HM (1979). «Isolation, cloning and sequence analysis of the cDNA for the alpha-subunit of human chorionic gonadotropin.». Nature 281 (5730): 351-6. PMID 481597. doi:10.1038/281351a0.
- Sairam MR, Li CH (1977). «Human pituitary thyrotropin. The primary structure of the alpha and beta subunits.». Can. J. Biochem. 55 (7): 755-60. PMID 890569. doi:10.1139/o77-108.
- Morgan FJ, Birken S, Canfield RE (1975). «The amino acid sequence of human chorionic gonadotropin. The alpha subunit and beta subunit.». J. Biol. Chem. 250 (13): 5247-58. PMID 1150658.
- Rathnam P, Saxena BB (1975). «Primary amino acid sequence of follicle-stimulating hormone from human pituitary glands. I. alpha subunit.». J. Biol. Chem. 250 (17): 6735-46. PMID 1158880.
- Weisshaar G, Hiyama J, Renwick AG, Nimtz M (1991). «NMR investigations of the N-linked oligosaccharides at individual glycosylation sites of human lutropin.». Eur. J. Biochem. 195 (1): 257-68. PMID 1991473. doi:10.1111/j.1432-1033.1991.tb15702.x.
- Sakakibara R, Yokoo Y, Yoshikoshi K, et al. (1988). «Subcellular localization of intracellular forms of human chorionic gonadotropin in first trimester placenta.». J. Biochem. 102 (5): 993-1001. PMID 2449427.
- Matzuk MM, Keene JL, Boime I (1989). «Site specificity of the chorionic gonadotropin N-linked oligosaccharides in signal transduction.». J. Biol. Chem. 264 (5): 2409-14. PMID 2536708.
- Lustbader JW, Birken S, Pileggi NF, et al. (1990). «Crystallization and characterization of human chorionic gonadotropin in chemically deglycosylated and enzymatically desialylated states.». Biochemistry 28 (24): 9239-43. PMID 2611225. doi:10.1021/bi00450a001.
- Harris DC, Machin KJ, Evin GM, et al. (1989). «Preliminary X-ray diffraction analysis of human chorionic gonadotropin.». J. Biol. Chem. 264 (12): 6705-6. PMID 2708337.
- Hayashizaki Y, Miyai K, Kato K, Matsubara K (1985). «Molecular cloning of the human thyrotropin-beta subunit gene.». FEBS Lett. 188 (2): 394-400. PMID 3839756. doi:10.1016/0014-5793(85)80409-9.
- Bellisario R, Carlsen RB, Bahl OP (1973). «Human chorionic gonadotropin. Linear amino acid sequence of the alpha subunit.». J. Biol. Chem. 248 (19): 6796-809. PMID 4745444.
- Shome B, Parlow AF (1974). «Human follicle stimulating hormone (hFSH): first proposal for the amino acid sequence of the alpha-subunit (hFSHa) and first demonstration of its identity with the alpha-subunit of human luteinizing hormone (hLHa).». J. Clin. Endocrinol. Metab. 39 (1): 199-202. PMID 4835135. doi:10.1210/jcem-39-1-199.

- Datos: Q21108609